# F.A.M.E. Tour (Maluma)
O F.A.M.E. Tour foi a segunda turnê de concertos do cantor colombiano Maluma, em apoio ao seu terceiro álbum de estúdio, F.A.M.E. (2018). A turnê começou em 23 de março de 2018, em Washington, D.C., e está programada para terminar em 13 de outubro de 2018, em Milão, na Itália.

## Sinopse do concerto
O show começa com a "estreia do FAME", um pequeno vídeo que faz o canal Old Hollywood. O vídeo é fascinante, tem um enredo dramático que progride junto com o concerto e mostra as habilidades de atuação de Maluma. Então, "23" começa a tocar e a multidão fica louca quando Maluma aparece em um elevador de palco.
Vestindo um smoking extravagante, invocando Hugh Hefner, ele faz mais duas mudanças de figurino antes do final da noite. Como antecipado, Maluma executa uma mistura de seus próprios sucessos, juntamente com recursos e remixes, com "El Préstamo", "Corazón", "Vitamina", "Chantaje", "Animal de partido", "Vente Pa' Ca", "Sin Contrato", "Borró Cassette", "Carnaval" e "Me Llamas" todos fazendo o corte. Mas Maluma oferece novas versões de sucessos conhecidos, diminuindo a velocidade ou mudando a batida inesperadamente, como ele faz com "Felices los 4".
Então, o cantor faz questão de fazer com que os fãs se sintam parte importante do show, pedindo-lhes para cantar as letras antes de gravá-las, fazendo a reprodução em vídeo e até mesmo fazendo serenata para uma fã no palco. Maluma, em seguida, está em um elevador de palco que paira sobre a multidão e realiza interpretações lentas de "Pretextos" e "Vuelo Hacia el Olvido". Para encerrar a noite depois de quase duas horas seguidas de apresentação, Maluma toca seus últimos sucessos de reggaeton, mudando de humor novamente, e conclui com uma performance longa e barulhenta de "Cuatro Babys" antes de deixar o palco uma última vez.

## Setlist
Este set list é representativo do show em 25 de março de 2018 em Nova York. Não é representativo de todos os concertos durante a turnê.
1. "23"
2. "El Préstamo"
3. "Corazón"
4. "Vitamina"
5. "Chantaje"
6. "La Bicicleta (Remix)"
7. "Vente Pa' Ca"
8. "Party Animal"
9. "Sin Contrato"
10. "Borró Cassette"
11. "Carnaval"
12. "Me Llamas (Remix)"
13. "Felices los 4"
14. "El Perdedor"
15. "Pretextos"
16. "Vuelo Hacia el Olvido"
17. "GPS"
18. "Trap"
19. "Cuatro Babys"

Maluma fez duetos com convidados musicais em algumas datas da turnê.
- 7 de abril de 2018 – Inglewood: "Vente Pa' Ca" com Ricky Martin; "Kilómetros" e "Vuelo Hacia el Olvido" com Noel Schajris; "El Clavo (Remix)" and "La Bicicleta (Remix)" com Prince Royce.[4][5]
- 11 de abril de 2018 – Inglewood: "Mayores" com Becky G.[6]
- 19 de maio de 2018 – Miami : "Felices los 4 (Versão Salsa)" com Marc Anthony; "Colors" com Jason Derulo; "El Clavo (Remix)" com Prince Royce; "Cuatro Babys" com Noriel; P Diddy.[7]

## Shows
| Data                                        | Cidade                     | País                       | Local                             | Artistas de abertura       | Comparecimento             | Receita                    |
| Perna 1 - América do Norte                  | Perna 1 - América do Norte | Perna 1 - América do Norte | Perna 1 - América do Norte        | Perna 1 - América do Norte | Perna 1 - América do Norte | Perna 1 - América do Norte |
| ------------------------------------------- | -------------------------- | -------------------------- | --------------------------------- | -------------------------- | -------------------------- | -------------------------- |
| 23 de março de 2018                         | Fairfax                    | Estados Unidos             | EagleBank Arena                   | —                          | 4,995 / 4,995              | $477,379                   |
| 24 de março de 2018                         | Boston                     | Estados Unidos             | Agganis Arena                     | —                          | 5,093 / 5,093              | $434,436                   |
| 25 de março de 2018                         | Cidade de Nova Iorque      | Estados Unidos             | Madison Square Garden             | —                          | 14,000 / 14,000            | $1,243,577                 |
| 6 de abril de 2018                          | San Jose                   | Estados Unidos             | SAP Center                        | —                          | 12,156 / 12,156            | $1,192,923                 |
| 7 de abril de 2018                          | Inglewood                  | Estados Unidos             | The Forum                         | —                          | 25,079 / 25,079            | $2,309,254                 |
| 8 de abril de 2018                          | San Diego                  | Estados Unidos             | Valley View Casino Center         | —                          | 8,941 / 8,941              | $688,884                   |
| 11 de abril de 2018                         | Inglewood                  | Estados Unidos             | The Forum                         | —                          | [ a ]                      | [ a ]                      |
| 13 de abril de 2018                         | Cidade da Guatemala        | Guatemala                  | Explanada Cardales de Cayalá      | —                          | —                          | —                          |
| 19 de abril de 2018                         | Sugar Land                 | Estados Unidos             | Smart Financial Centre            | —                          | 6,062 / 6,062              | $597,022                   |
| 20 de abril de 2018                         | El Paso                    | Estados Unidos             | El Paso County Coliseum           | —                          | 5,943 / 5,943              | $615,525                   |
| 21 de abril de 2018                         | Laredo                     | Estados Unidos             | Laredo Energy Arena               | —                          | 8,567 / 8,567              | $801,625                   |
| 22 de abril de 2018                         | San Antonio                | Estados Unidos             | Freeman Coliseum                  | —                          | 6,895 / 6,895              | $749,083                   |
| 27 de abril de 2018                         | Odessa                     | Estados Unidos             | The Hacienda Event Center         | —                          | —                          | —                          |
| 28 de abril de 2018                         | Hidalgo                    | Estados Unidos             | State Farm Arena                  | —                          | 5,352 / 5,352              | $695,207                   |
| 29 de abril de 2018                         | Grand Prairie              | Estados Unidos             | Verizon Theatre                   | —                          | 5,505 / 5,505              | $574,477                   |
| 1 de maio de 2018                           | Morelia                    | México                     | Teatro del Pueblo                 | —                          | —                          | —                          |
| 4 de maio de 2018                           | Denver                     | Estados Unidos             | Bellco Theatre                    | —                          | 4,697 / 4,697              | $424,272                   |
| 5 de maio de 2018                           | Las Vegas                  | Estados Unidos             | Mandalay Bay Events Center        | —                          | 8,035 / 8,035              | $769,858                   |
| 6 de maio de 2018                           | Phoenix                    | Estados Unidos             | Comerica Theatre                  | —                          | 4,782 / 4,782              | $490,478                   |
| 10 de maio de 2018                          | Charlotte                  | Estados Unidos             | Bojangles Coliseum                | —                          | 4,486 / 6,706              | $361,497                   |
| 11 de maio de 2018                          | Uncasville                 | Estados Unidos             | Mohegan Sun Arena                 | —                          | 4,700 / 6,771              | $267,779                   |
| 12 de maio de 2018                          | Rosemont                   | Estados Unidos             | Allstate Arena                    | —                          | 12,196 / 12,196            | $1,095,394                 |
| 19 de maio de 2018                          | Miami                      | Estados Unidos             | American Airlines Arena           | —                          | 13,692 / 13,692            | $1,060,002                 |
| 20 de maio de 2018                          | Orlando                    | Estados Unidos             | Amway Center                      | —                          | 5,372 / 5,372              | $523,908                   |
| 26 de maio de 2018                          | Veracruz                   | México                     | Estadio Luis Pirata Fuente        | —                          | —                          | —                          |
| Parte 2 - Oriente Médio e Europa Oriental   |                            |                            |                                   |                            |                            |                            |
| 28 de junho de 2018                         | Tel Aviv                   | Israel                     | Yarkon Park                       | —                          | —                          | —                          |
| 30 de junho de 2018                         | Bucareste                  | Roménia                    | Romexpo                           | Andra                      | —                          | —                          |
| Parte 3 - América do Norte e América Latina |                            |                            |                                   |                            |                            |                            |
| 2 de agosto de 2018                         | Lima                       | Peru                       | Estadio Monumental "U"            | Manuel Turizo              | —                          | —                          |
| 3 de agosto de 2018                         | Arequipa                   | Peru                       | Jardín de La Cerveza              | —                          | —                          | —                          |
| 5 de agosto de 2018                         | Santa Cruz                 | Bolívia                    | Estadio Juan Carlos Durán         | ASA                        | —                          | —                          |
| 11 de agosto de 2018                        | Chicago                    | Estados Unidos             | Union Park                        | —                          | —                          | —                          |
| 15 de agosto de 2018                        | Santo Domingo              | República Dominicana       | Palacio de los Deportes           | ASA                        | —                          | —                          |
| 17 de agosto de 2018                        | Dallas                     | Estados Unidos             | Dos Equis Pavilion                | —                          | —                          | —                          |
| 23 de agosto de 2018                        | Cidade do Panamá           | Panamá                     | Roberto Durán Arena               | ASA                        | —                          | —                          |
| Leg 4 – Europa                              |                            |                            |                                   |                            |                            |                            |
| 4 de setembro de 2018                       | Palencia                   | Espanha                    | Estadio Nueva Balastera           | —                          | —                          | —                          |
| 6 de setembro de 2018                       | Madrid                     | Espanha                    | WiZink Center                     | ASA                        | —                          | —                          |
| 7 de setembro de 2018                       | Málaga                     | Espanha                    | Auditorio del Cortijo de Torres   | ASA                        | —                          | —                          |
| 8 de setembro de 2018                       | Seville                    | Espanha                    | Estádio Olímpico de La Cartuja    | ASA                        | —                          | —                          |
| 11 de setembro de 2018                      | Acireale                   | Itália                     | Pal'Art Hotel                     | ASA                        | —                          | —                          |
| 14 de setembro de 2018                      | Valencia                   | Espanha                    | Praça de Toiros de Valência       | ASA                        | —                          | —                          |
| 15 de setembro de 2018                      | Barcelona                  | Espanha                    | Palau Sant Jordi                  | ASA                        | —                          | —                          |
| 20 de setembro de 2018                      | Toulouse                   | França                     | Zénith de Toulouse                | ASA                        | —                          | —                          |
| 22 de setembro de 2018                      | Amsterdam                  | Países Baixos              | Ziggo Dome                        | ASA                        | —                          | —                          |
| 25 de setembro de 2018                      | Paris                      | França                     | AccorHotels Arena                 | ASA                        | —                          | —                          |
| 27 de setembro de 2018                      | Londres                    | Reino Unido                | Wembley Arena                     | ASA                        | —                          | —                          |
| 29 de setembro de 2018                      | Bruxelas                   | Bélgica                    | Palais 12                         | ASA                        | —                          | —                          |
| 2 de outubro de 2018                        | Hamburgo                   | Alemanha                   | Alsterdorfer Sporthalle           | ASA                        | —                          | —                          |
| 3 de outubro de 2018                        | Berlim                     | Alemanha                   | Mercedes-Benz Arena               | ASA                        | —                          | —                          |
| 5 de outubro de 2018                        | Zürich                     | Suíça                      | Hallenstadion                     | ASA                        | —                          | —                          |
| 6 de outubro de 2018                        | Munique                    | Alemanha                   | Olympiahalle                      | ASA                        | —                          | —                          |
| 7 de outubro de 2018                        | Oberhausen                 | Alemanha                   | König Pilsener Arena              | ASA                        | —                          | —                          |
| 9 de outubro de 2018                        | Frankfurt                  | Alemanha                   | Festhalle Frankfurt               | ASA                        | —                          | —                          |
| 11 de outubro de 2018                       | Naples                     | Itália                     | Palapartenope                     | ASA                        | —                          | —                          |
| 12 de outubro de 2018                       | Roma                       | Itália                     | Fiera di Roma                     | ASA                        | —                          | —                          |
| 13 de outubro de 2018                       | Milão                      | Itália                     | ASA                               | ASA                        | —                          | —                          |
| Leg 5 - Latinoamérica                       |                            |                            |                                   |                            |                            |                            |
| 3 de novembro de 2018                       | Medellín                   | Colômbia                   | Praça de touros La Macarena       |                            |                            |                            |
| 10 de novembro de 2018                      | Bogotá                     | Colômbia                   | Movistar Arena Bogotá             |                            |                            |                            |
| 17 de novembro de 2018                      | Buenos Aires               | Argentina                  | Hipódromo Argentino de Palermo    |                            |                            |                            |
| 22 de novembro de 2018                      | Antofagasta                | Chile                      | Estádio Regional de Antofagasta   |                            |                            |                            |
| 24 de novembro de 2018                      | Santiago                   | Chile                      | Estádio Nacional de Chile         |                            |                            |                            |
| 25 de novembro de 2018                      | Concepción                 | Chile                      | Estádio Municipal de Concepción   |                            |                            |                            |
| 29 de dezembro de 2018                      | Cartagena das Índias       | Colômbia                   | Estádio Olímpico Jaime Morón León |                            |                            |                            |